# Гайворонське (заказник)
Гайворонське — гідрологічний заказник місцевого значення в Україні. Розташований у межах Бахмацького району Чернігівської області, біля села Гайворон. 
Площа - 117 га. Статус присвоєно згідно з рішенням Чернігівської обласної ради від  27.12.2001 року. Перебуває у віданні Гайворонської сільської ради.
Охороняється низинне болото, де ділянки трав'яної та чаграникової рослинності чергуються з відкритими водними плесами. Болотне різнотрав'я представлене такими видами: лепешняк великий, лепеха звичайна, омег водяний, вовконіг європейський, зніт болотний. Заказник має важливе значення для нересту прісноводних риб, відпочинку та гніздування водоплавних птахів. 